# یولا

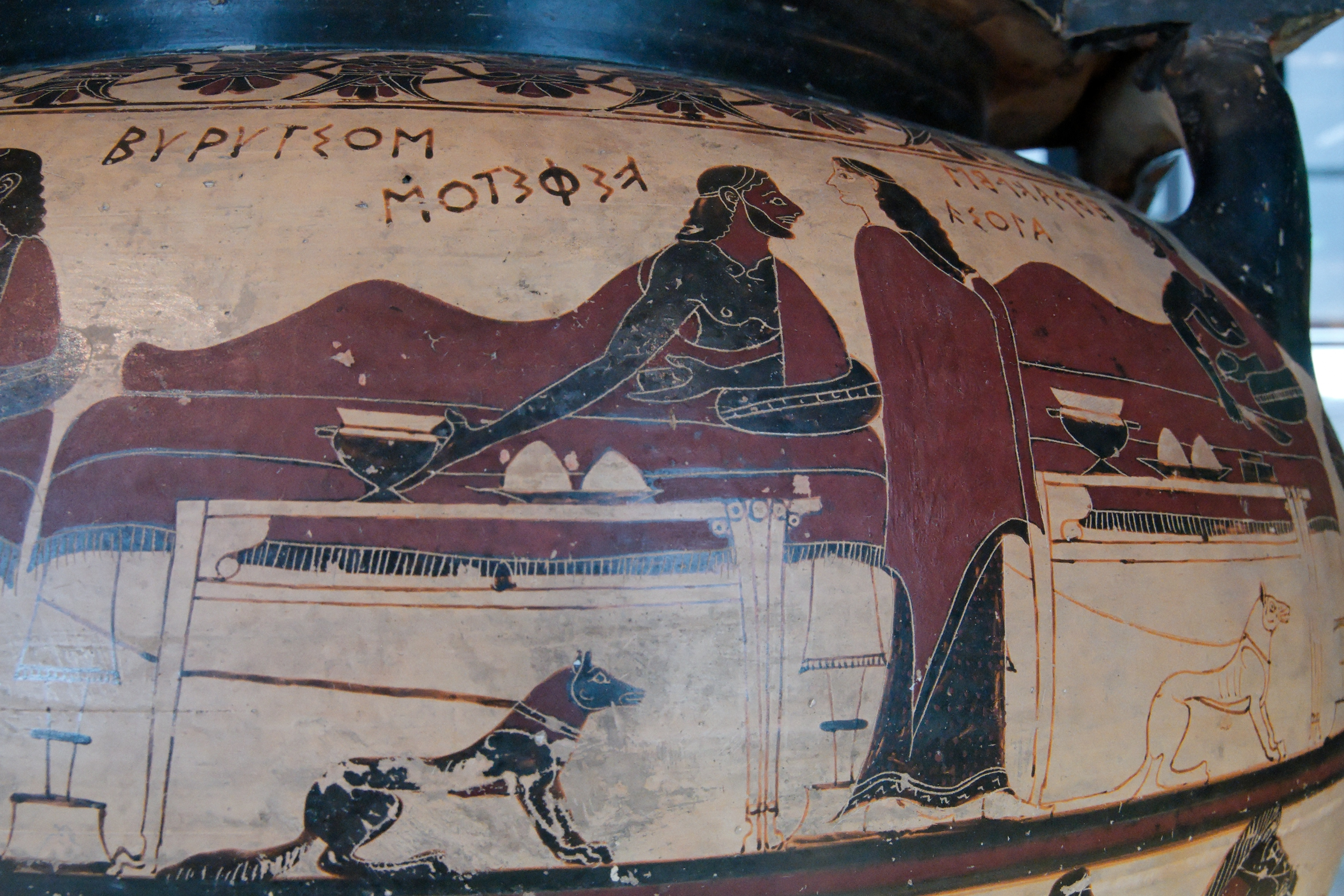
اساطیر یونان باستان

یولا (به انگلیسی: Jola)، در اسطوره‌های یونان دختر ائوروتوس است.
پدرش قول داده بود که فردی را به عنوان همسر او بپذیرد که بتواند در کمانداری بر او غلبه کند. چون هراکلس او را شکست داد، ائوروتوس به قول خود عمل نکرد. چند سال بعد هراکلس او را کشت و یولا را معشوق خود کرد. دیانیرا، همسر هراکلس چون به ماجرا پی برد، جامه‌ای زهرآلودی برای هراکلس فرستاد که موجب مرگ او شد.